# Sakhisizwe Local Municipality
 Sakhisizwe (englisch Sakhisizwe Local Municipality) ist eine Lokalgemeinde im Distrikt Chris Hani der südafrikanischen Provinz Ostkap. Der Sitz der Gemeindeverwaltung befindet sich in Cala. Bürgermeisterin ist Buyiswa Ntsere.
Der Gemeindename ist ein isiXhosa-Begriff für „wir bauen die Nation auf“.

## Städte und Orte
- Cala
- Elliot
- Manzimdaka

## Bevölkerung
Im Jahr 2011 hatte die Gemeinde 63.582 Einwohner. Davon waren 97,7 % schwarz und 1,1 % weiß. Erstsprache war zu 91,3 % isiXhosa, zu 2,7 % Englisch und zu 1,8 % Afrikaans.